# Howard Missimer
Howard Missimer (Millersburg, 17 novembre 1867 – Long Island, 19 novembre 1917) è stato un attore statunitense che lavorò nel cinema all'epoca del muto.

## Biografia
Nato nel 1867 in Pennsylvania, a Millersburg, fece la sua prima apparizione sullo schermo nel 1911, lavorando per la Essanay Film Manufacturing Company, una casa di produzione di Chicago. 
La sua carriera è legata al periodo che dal 1911 al 1916: in questi cinque anni, Howard Missimer prese parte a 76 pellicole, l'ultima delle quali è The Eternal Question, un film diretto da Burton L. King e interpretato da Olga Petrova.

## Filmografia
- The New Manager, regia di R.F. Baker - cortometraggio (1911)
- The Deacon's Reward - cortometraggio (1911)
- A False Suspicion - cortometraggio (1911)
- The Hack & Schmidt Bout (1911)
- Winning an Heiress (1911)
- The Little Poet (1912)
- The Melody of Love (1912)
- There's Many a Slip (1912)
- Her Masterful Man, regia di Archer MacMackin (1912)
- Do Dreams Come True? (1912)
- Getting a Hired Girl (1912)
- A Flurry in Furniture (1912)
- Cupid's Leap Year Pranks (1912)
- A Lucky Mix-Up (1912)
- Sam Simpkins, Sleuth (1912)
- The Doctor (1912)
- The Eye That Never Sleeps
- A Good Catch

- Seth's Woodpile, regia di Charles H. France - cortometraggio (1913)

- Andy Plays Cupid, regia di Charles H. France - cortometraggio (1914)

- The Eternal Question, regia di Burton L. King (1916)